# Alta Kuyal'nyk
Alta Kuyal'nyk (ucraniano: Верхній Куяльник) es una localidad del Raión de Ivanivka en el óblast de Odesa en el sur de Ucrania. Según el censo de 2001, tiene una población de 196 habitantes.